# Robot industrial

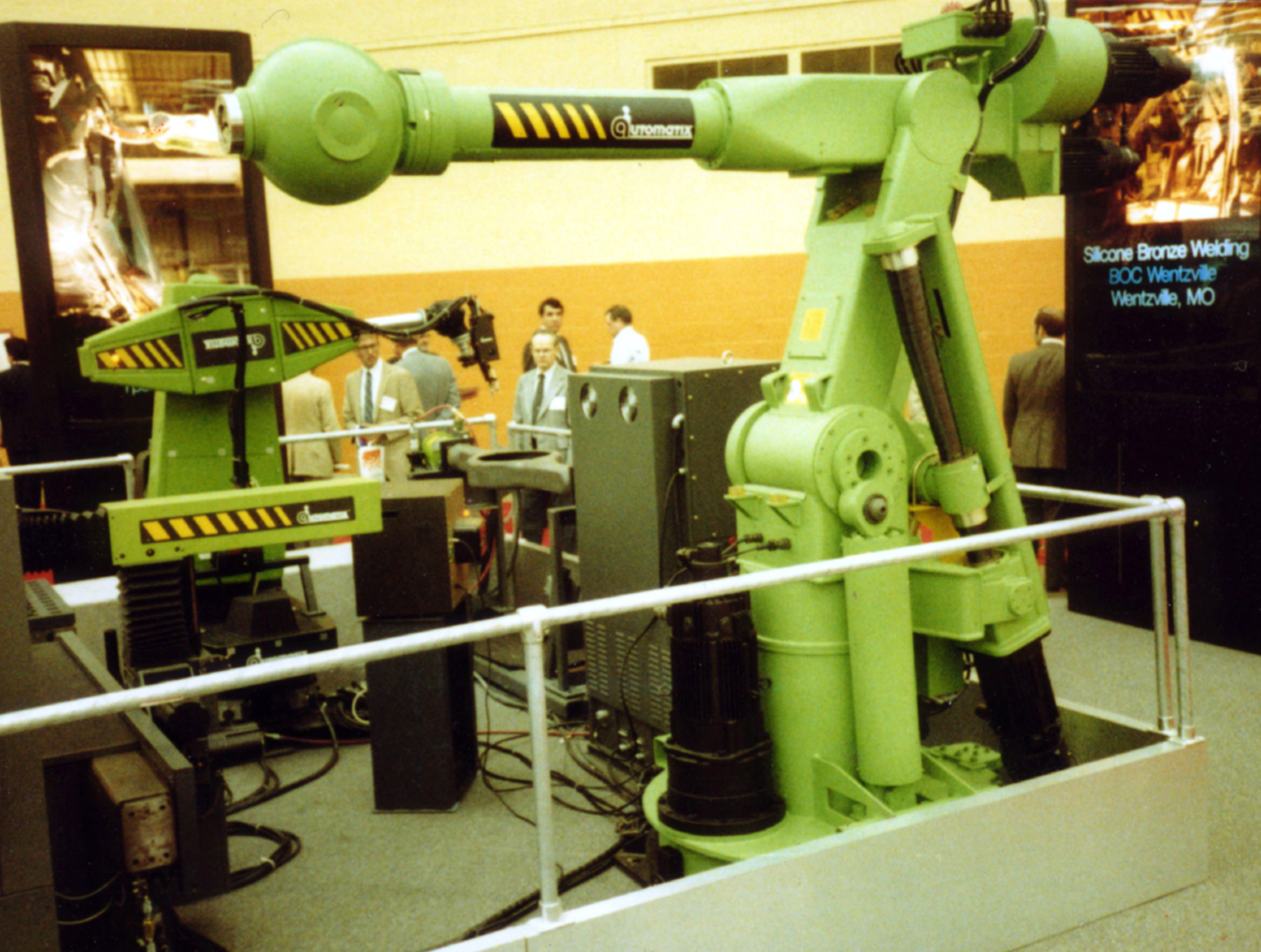
Exemplu de robot industrial automat prezentat la expoziția Robots 85 din Detroit, Michigan

Robotul industrial reprezintă un sistem fizic, programabil ce este capabil să realizeze diferite operații și secvențe de operații de manipulare a unor scule, piese sau subansamble.

În funcție de operațiunea pentru care au fost creați, roboții industriali se împart în: 
1. roboți SCARA (Selective Compliance Assembly Robot Arm) - specifici pentru operații de ridicare și așezare a diferitelor obiecte. De exemplu: FANUC SR-3ia;
2. roboți cartezieni - aceștia permit ridicarea și plasarea obiectelor ce nu necesită orientare, sau pot fi preorientate.
3. roboți cu șase grade de libertate.

Oricare dintre acești roboți poate fi redus la elementele constituente, și anume:
- spațiu de operare;
- sursa de energie;
- sursa de informație;
- robotul;

## Sursă
- Robotica Arhivat în 26 noiembrie 2007, la Wayback Machine. - Inteligenta Artificiala , site românesc de robotică, inteligență artificială.